# Jankowice (osada leśna w powiecie pszczyńskim)
Jankowice – osada leśna w Polsce położona w województwie śląskim, w powiecie pszczyńskim, w gminie Pszczyna.
W latach 1975–1998 miejscowość położona była w województwie katowickim.